# O lume dispărută (desen animat)
O lume dispărută (engleză: The Lost World sau Lost World of Sir Arthur Conan Doyle) este un serial de animație canadian-francez-luxemburghez produs de Teletoon, Dargaud Marina, Neuroplanet, TPS Jeunesse, Teletoon și PT Vivatoon, regizat de François Brisson și inspirat după romanul O lume dispărută (1912) scris de autorul britanic Sir Arthur Conan Doyle. În România, serialul a fost difuzat pe canalul de televiziune Minimax la începutul și mijlocul anilor 2000.

## Acțiunea
Londra anului 1912. Bătrânul profesor Arthur Summerlee - un renumit om de știință englez - este de acord să finanțeze și să se alăture unei expediții pe care el o credea ca neavând nicio finalitate, numai ca să-i îndeplinească preaiubitului său nepot, Lordul John Roxton, cea mai mare dorință a sa: aceea de a fi primul om care a descoperit o lume dispărută, care se credea a fi existat într-adevăr undeva în sud (mai precis undeva în America de sud).
Astfel, aceștia pornesc împreună în căutarea lui Jack Turner. În misiunea lor urmăresc indiciile, aflând că exploratorul s-a prăbușit cu un avion într-o junglă. Ajunși aici pe urmele lui, rămân blocați pe un platou misterios în urma unui cutremur. Pe acest platou trăiesc o mulțime de specii de animale dispărute, printre care mai multe tipuri de dinozauri. De asemenea, aici ei se întâlnesc cu un grup de băștinași pe nume Ayara dintr-un sat care avea o cultură foarte bogată (mai precis cultura incașă la bază, fiind veri îndepărtați ai vechilor incași), crezând în zei (cel mai notabil în Pachamama, zeitatea lor supremă, dar și în zeul Inti, zeul soarelui care nu trebuie mâniat) precum și în puterile lor și, nu în ultimul rând, practicând ritualuri ale strămoșilor lor, transmise din generație în generație.
Pentru că nu li se spune cum să iasă de pe platou, ei găsesc singuri o metodă de a pleca deși la început părea imposibil, energia emanată de pe platou fiind atât de puternică încât le făcuse imposibilă plecare cu balonul cu aer cald sau trimiterea de mesaje radio către lumea exterioară de unde veniseră împreună precum și din cauza reticenței împărătesei Koya de a îi ajuta prin a găsi rute alternative prin orașul interzis, ajutorul acesteia însemnând astfel încălcarea de către aceasta a legilor sacre ale strămoșilor ayara. În tot acest timp, mai precis circa 7 luni petrecute pe platou, Billy ține un jurnal cu toate peripețiile prin care trece în lumea dispărută (text plus schițe/desene).
În afară de băstinașii ayarani, pe platou mai există o populație de maimuțe extrem de agresive (adesea în conflict cu tribul ayaranilor), huarii, precum și rămășițele unei civilizații amerindiene dispărută în urma unui conflict al strămoșilor ayaranilor cu populația băștinașă respectivă (în orașul de pe stâncă mai precis, care apare în episodul 21), civilizație care îi preceda pe ayarani pe platou de mai mult timp (numele civilizație fiind Chachapoya).

## Personaje
- Billy Turner - Billy este un băiat de 12 ani, fiul lui Molly și Jake Turner, care explorează în fiecare episod platoul alături de Mina, prietena sa, și care reușește de fiecare data să se pună în calea lui Urkon și a lui Maplewhite, dejucându-le astfel planurile malefice.
- Molly Turner - Molly este soția exploratorului dispărut Jack Turner și o mamă protectoare pentru fiul lor, Billy.
- Jack Turner - Jack este soțul dispărut al lui Molly Turner și tatăl lui Billy. Jake Turner este un pilot de avion care dispare după ce avionul în care zbura împreună cu Maplewhite și asociatul său, Colver, se prăbuște la sol pe platou. Acesta apare totuși inițial în relatarea dubitabilă de amintiri a zborului fatidic făcută de Maplewhite lui Molly după ce avionul prăbușit este găsit abandonat în jungla de pe platou de Billy. De asemenea, Molly se va reîntâlni cu soțul ei prin intermediul templului de cristale la finalul sezonului, Jake Turner fiind primul străin care va găsi o cale de ieșire din platou.
- Lordul Roxton - Este un adevărat gentilom englez, nepotul profesorului Summerlee dornic de cunoaștere, nutrind de asemenea în secret o dragoste pentru mama lui Billy.
- Matahală - Matahală este cel mai puternic om din serialul animat, luptându-se chiar și cu dinozaurii.
- Profesorul Arthur Summerlee - Este un om de știință care se ocupă atât cu cercetarea plantelor și animalelor de pe platou cât și cu construirea diferitelor aparate care i-ar putea ajuta să scape de pe platou.
- Urkon - Urkon este fratele Koyei, un șaman însetat de putere asupra satului său, înșelător, viclean, nepăsător și sfidător la adresa legilor tribului său. Scopul acestuia este de a o detrona pe sora sa, împărăteasa Koya. Este unul dintre personajele negative principale.
- Împărăteasa Koya - Koya este conducătoarea băștinașilor ayara, care respectă toate învățăturile și legile strămoșilor ei.
- Ramnek - soțul împărătesei Koya și tatăl prințesei Mina care are adesea un rol de protector și îndrumător față de străinii de pe platou, fiind de asemenea și comandantul armatei tribului ayaranilor.
- Prințesa Mina - Mina este o fată de vârsta lui Billy, prietena cea mai bună a acestuia precum și viitoarea împărăteasă (dat fiind faptul că este fiica împărătesei Koya).
- Shanikua - Inițial o băștinașă ayara care a fost răpită de tribul maimuțelor și ținută captivă alături de Jake Turner într-o groapă în satul acestora. Jake Turner o va salva din prizonierat, eliberându-se și pe el în încercarea de a pleca de pe platou. Ulterior, devine o războinică singuratică și se reîntâlnește cu Ramnek și străinii de pe platou. Apare în episodul 17.
- Maplewhite - Este celălalt personaj negativ principal, un căutător de comori extrem de lacom și lipsit de scrupule care dorește îmbogățirea prin orice mijloace, fiind complicele lui Urkon și având un ajutor (adesea ineficient) din partea asociatului său, James Colver.
- James Colver - Este asociatul (sau mai bine spus subordonatul) lui Maplewhite, care este adesea tratat rău (către execrabil) de acesta din urmă.
- Giggles - Este un dinozaur de mici dimensiuni, foarte prietenos, simpatic, jucăuș, aventuros, curajos și protector (în pofida dimensiunilor sale mici), animalul de companie a lui Billy și Mina care îi însoțește pe cei doi de-a lungul peripețiilor lor de pe platou.

## Episoade
| Sezon | Sezon | Episoade | Difuzare originală Franța | Difuzare originală Franța | Difuzare în România | Difuzare în România |
| Sezon | Sezon | Episoade | Primul episod             | Ultimul episod            | Primul episod       | Ultimul episod      |
| ----- | ----- | -------- | ------------------------- | ------------------------- | ------------------- | ------------------- |
|       | 1     | 26       | noiembrie 2002            | N/A                       | N/A                 | N/A                 |

## Dublajul în limba română
Dublajul în limba română a fost realizat de Zone Studio Oradea.